# Blanche (stacja metra)
Blanche - stacja 2 linii metra  w Paryżu. Stacja znajduje się na pograniczu 9. i 18. dzielnicy Paryża.  Stacja została otwarta 21 października 1902 r.